# Бжуза (Козеницький повіт)
Бжуза (пол. Brzóza) — село в Польщі, у гміні Ґловачув Козеницького повіту Мазовецького воєводства.
Населення — 1373 особи (2011).
У 1975-1998 роках село належало до Радомського воєводства.

## Демографія
Демографічна структура станом на 31 березня 2011 року:
|          | Загалом | Допрацездатний вік | Працездатний вік | Постпрацездатний вік |
| -------- | ------- | ------------------ | ---------------- | -------------------- |
| Чоловіки | 723     | 158                | 495              | 70                   |
| Жінки    | 650     | 121                | 394              | 135                  |
| Разом    | 1373    | 279                | 889              | 205                  |